# Enzo La Torre
Enzo La Torre (...) è un attore cinematografico e attore teatrale italiano che è stato un caratterista ed un interprete comico attivo prevalentemente nei tardi anni cinquanta nell'avanspettacolo (vinse anche il Festival dell'Avanspettacolo di Roma) e negli anni sessanta.
Per la televisione fece da spalla all'attore Renzo Palmer in uno sketch intitolato L'imbianchino, interno alla miniserie televisiva Za-bum n. 2 del 1965.
Nel cinema è stato impiegato in ruoli da comprimario.

## Filmografia
- Il mondo è dei ricchi, episodio di Extraconiugale (1964)
- Za-bum n. 2 - Miniserie televisiva (1965)
- La moglie bionda, episodio di Oggi, domani, dopodomani (1965)
- Vacanze sulla neve (1966)
- Il lungo, il corto, il gatto (1967)
- Cin cin... cianuro, regia di Ernesto Gastaldi (1968)
- I senza Dio (1972)
- Vogliamo i colonnelli, regia di Mario Monicelli (1973)
- Difficile morire (1977)

## Prosa televisiva Rai
- Il capodoglio, regia di Claudio Fino, trasmessa il 25 ottobre 1957.
- Gendarmi si nasce di Marcel Achard, regia di Carlo Lodovici, trasmessa il 17 agosto 1973.
- Porte chiuse di Jean-Paul Sartre, regia di Luigi Squarzina, trasmessa il 10 gennaio 1983.